# 関操
関 操（せき みさお、1884年2月23日- 没年不詳）は、日本の俳優である。本名は渡邊 善作（わたなべ ぜんさく）。キャリアをアメリカ合衆国で始めた人物である。

## 人物・来歴
1884年（明治17年）2月23日、「渡辺善作」として日本に生まれる。
満17歳を迎える1901年（明治34年）にアメリカ合衆国に渡り、1906年（明治39年）から同地で舞台に出演し始める。1915年（大正4年）、同地の映画に出演し始める。ローリン・スタージョン監督の『神々の呼吸』、ノーマン・ドーン監督の『5日間の生命』等は日本でも公開された。
1923年（大正12年）に日本に帰国、関と同様にハリウッド帰りのヘンリー小谷が主宰するヘンリー小谷映画で、小谷が監督、栗原トーマスが主演した短篇映画『舌切雀』、栗原が監督、小谷も栗原も出演した短篇映画『続アマチュア倶楽部』等に出演する。同年、帝国キネマ演芸巣鴨撮影所で、伊藤大輔が脚色し帰山教正が監督した『父よ何処へ』に出演、同作は同年8月31日に公開されたが、翌日の同年9月1日、関東大震災が起き、東京での映画製作が停止する。翌1924年（大正13年）、京都に移住し、マキノ・プロダクション等持院撮影所に入社する。衣笠貞之助監督の『恋』に出演、志波西果監督の『懐かしき母』からは主演俳優として以降、同社の現代劇に出演した。同年、東亜キネマ甲陽撮影所に移籍、山本嘉次郎監督の『断雲』に主演した。
前年末に帝国キネマ演芸に移籍、1925年（大正14年）初頭に公開された志波西果監督の『幸福』に出演する。当時の同社は内紛のただなかで、同年スピンアウトして設立された東邦映画製作所の第1作、伊藤大輔監督の『煙』に出演している。東邦映画製作所でほか2作に出演したのちに京都に戻り、阪東妻三郎プロダクション設立第1回作品として製作された、二川文太郎監督の『雄呂血』に阪東妻三郎の師匠役で出演する。以降、御室撮影所に新生したマキノ・プロダクション作品に出演するが、翌1926年（大正15年）、衣笠貞之助が衣笠映画聯盟を立ち上げるやその戦線に身を投じ、『狂つた一頁』以降、1928年（昭和3年）の『十字路』まで30作に出演する。その後は、松竹下加茂撮影所に移籍した。
満59歳を迎えた1943年（昭和18年）12月8日に公開された、田坂具隆監督の『海軍』に出演して以降の消息は不明である。

## おもなフィルモグラフィ
アメリカ合衆国の映画に関してはInternet Movie Database、註のないものは日本映画データベースを参照。
アメリカ時代
- Her American Husband : 監督E・メイソン・ホッパー、1918年  - ヨシサダ役
- Mystic Faces : 監督E・メイソン・ホッパー、1918年  - ゴロー役
- 『神々の呼吸』 The Breath of the Gods : 監督ローリン・スタージョン、日本配給ユ社支社、1920年  - ユキの父役、「Missao Seki」名義[2]
- The Outside Woman : 監督ダグラス・ブロンストン、1921年  - トーゴー役
- Where Lights Are Low : 監督コリン・キャンベル、1921年 - チュン・ウー・ホー・キー役
- 『5日間の生命』 Five Days to Live : 監督ノーマン・ドーン、日本配給国際活映、1922年 - リー役[3]
- The Vermilion Pencil : 監督ノーマン・ドーン、1922年  - パイ・ワン役

帰国後
- 『舌切雀』 : 監督ヘンリー小谷、1923年
- 『続アマチュア倶楽部』 : 監督栗原トーマス、1923年
- 『父よ何処へ』 : 監督帰山教正、1923年
- 『恋』 : 監督衣笠貞之助、1924年
- 『懐かしき母』 : 監督志波西果、1924年
- 『争闘』 : 監督金森万象、1924年
- 『断雲』 : 監督山本嘉次郎、1924年

- 『幸福』 : 監督志波西果、1925年
- 『煙』 : 監督伊藤大輔、1925年
- 『雄呂血』 : 監督二川文太郎、1925年
- 『狂つた一頁』 : 監督衣笠貞之助、1926年
- 『照る日くもる日 第一篇』 : 監督衣笠貞之助、1926年
- 『十字路』 : 監督衣笠貞之助、1928年
- 『斬人斬馬剣』 : 監督伊藤大輔、1929年

- 『銭形平次』1931年
- 『鼠小僧次郎吉』 : 監督衣笠貞之助、1932年
- 『鼠小僧次郎吉 解決篇』 : 監督秋山耕作、1932年
- 『新納鶴千代』 : 監督伊藤大輔、1935年
- 『赤西蠣太』 : 監督伊丹万作、1935年
- 『蒙古襲来 敵国降伏』 : 監督秋山耕作、1937年
- 『雪之丞変化 闇太郎懺悔』 : 監督大曾根辰夫、1939年

- 『愛国の花』 : 監督佐々木啓祐、1942年
- 『海軍』 : 監督田坂具隆、1943年

- 『噫活弁大写真』 : 監督二川文太郎・稲垣浩、オムニバス映画、1976年[5]

## 註
1. 1 2  関操 2、キネマ旬報映画データベース、2010年2月13日閲覧。
2. 1 2  神々の呼吸、キネマ旬報映画データベース、2010年2月13日閲覧。
3. 1 2  5日間の生命、キネマ旬報映画データベース、2010年2月13日閲覧。
4. 1 2 3 4 5 6 7 8 9 10 11  関操、日本映画データベース、2010年2月13日閲覧。
5. ↑  噫活弁大写真、キネマ旬報映画データベース、2010年2月13日閲覧。